# Красноярськ
Красноя́рськ (рос. Красноярск) — місто в Російській Федерації, центр Красноярського краю. Місто розташовано на двох берегах річки Єнісей.
Один із найважливіших транспортних вузлів Сибіру. Знаходиться на Транссибірській магістралі і на автотрасі Владивосток-Москва.

## Історія

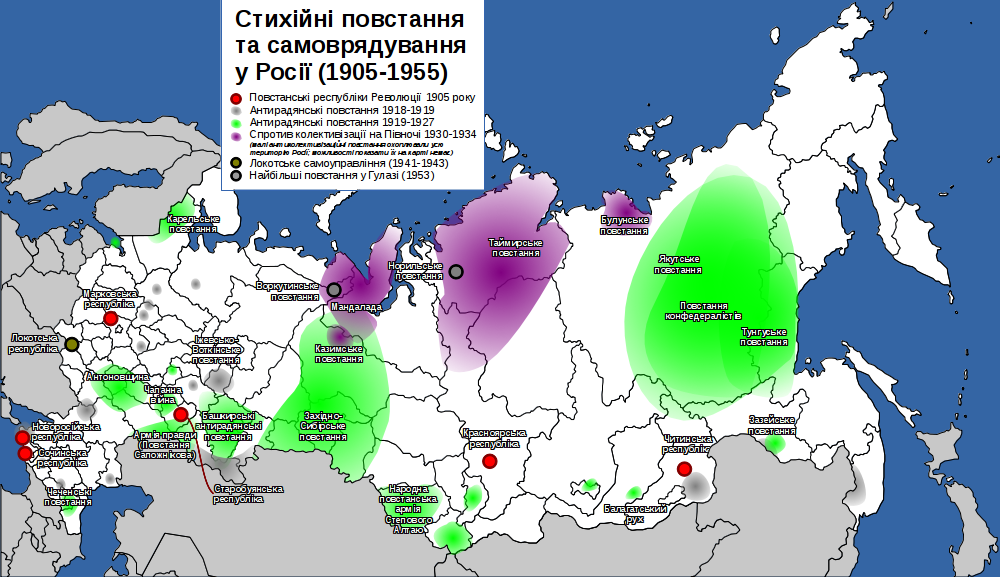
Красноярська республіка на карті стихійних повстань у Росії

- У перші століття нашої ери сюди прийшли предки кетомовних народів — асанів, коттів, камасинців, які повністю зниклі до початку XVIII століття. Пізніше в межиріччі Єнісею і Качі жили такі народи, як аринці та качинці. Їх поселення називалося «Кизил-яр-Тура», тобто «місто червоного (красного) берегу».
- Місто було засноване в 1628 року воєводою А. Дубенським як Красноярський острог в урочищі Кизил-Джар для утвердження влади Московії в районі проживання єнісейських киргизів та збору ясака.
- 1660—1670 — хакаський князь Іренек кілька разів бере острог в облогу.
- Інтенсивний розвиток міста розпочався з будівництвом Московського тракту у 1735–1741 роках.
- У XIX столітті Красноярськ — центр Сибірського козацтва.
- З 1822 року — центр Красноярської губернії. Наприкінці XIX століття через Красноярськ проходить Транссибірська магістраль.
- 1905 — під час першої російської революції у місті була утворена Красноярська республіка.
- Під час Громадянської війни в Росії Красноярськ входив до складу РРФСР, Сибірської республіки, Російської держави Колчака.
- з 1934 року — столиця Красноярського краю.

## Адміністративний поділ
Красноярськ адміністративно поділений на 7 районів:
- Кіровський (створено в 1934)
- Ленінський (створено 28 серпня 1942 р.)
- Октябрський (створено 25 червня 1938 р. під назвою Кагановічєскій район. Перейменовано в 1957 р.)
- Советський (створено 29 травня 1969 р.)
- Свердловський (створено 23 березня 1977 р.)
- Центральний (створено 25 червня 1938 під назвою Сталінський район. Перейменовано 5 листопада 1961 р.)
- Желєзнодорожний (29 листопада 1979 р. виділений з Октябрського району.)

Також в Красноярську існують і історичні мікрорайони міста, назви яких мають широке ходження серед мешканців міста:
- лівий берег: Зєльоная Роща, Ніколаєвка, Покровка, Взльотка, Студґородок, Сєвєрний, Солнєчний, Вєтлужанка, Буґач, Сєвєро-Западний, Удачний.
- правий берег: Базаїха, Шинний, селище Енерґетіков, Чєрьомушки, Новая Базаїха, Суворовскій, Водніков, Пашенний, Фєстівальний, Прічал, Цемєнтніков, Торґашино, Южний Бєрєґ.

## Визначні місця

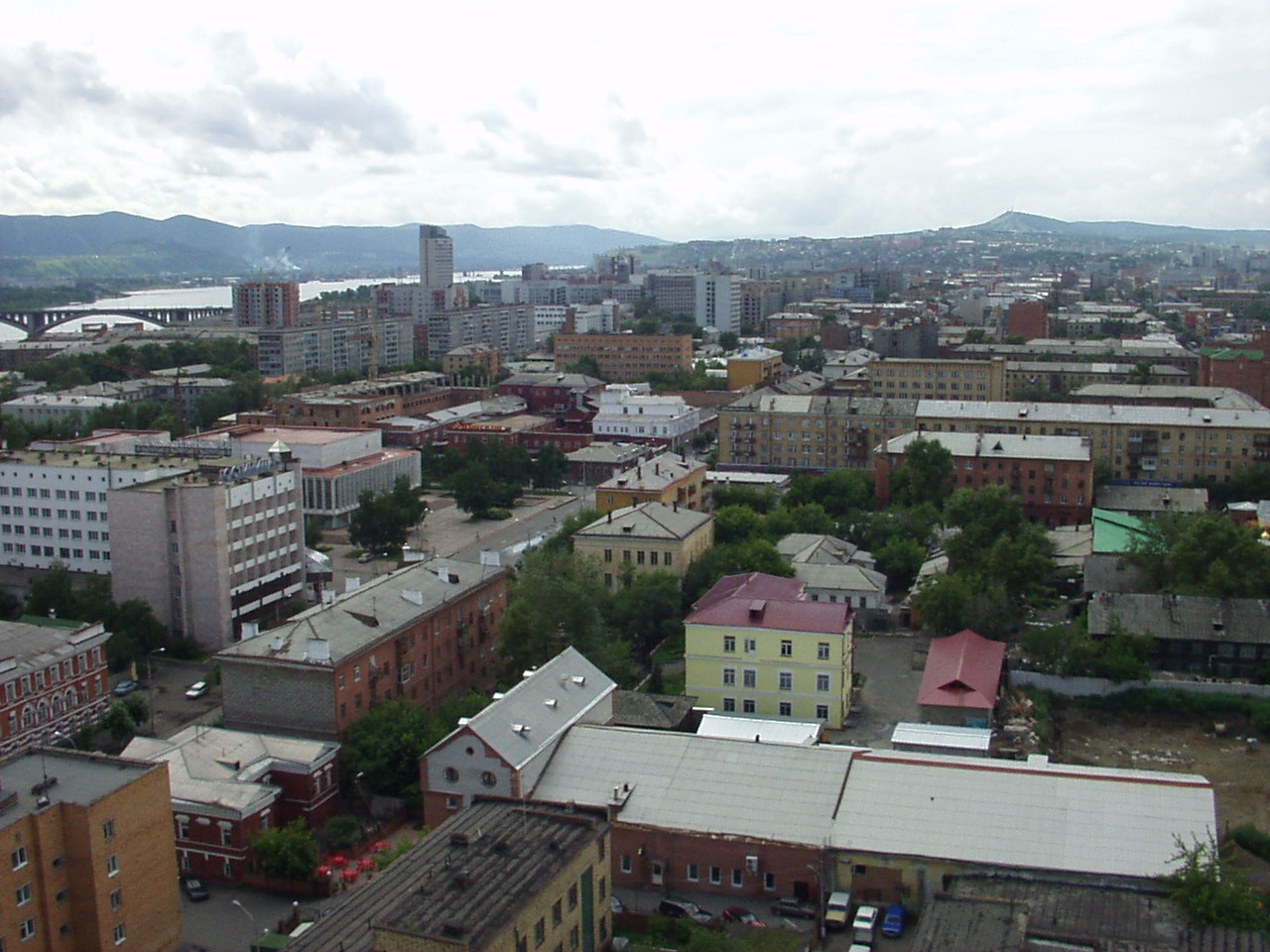
Вид центральної частини Красноярська. 2003 р.

- Красноярські «Стовпи» — візитна картка міста
- Каплиця Параскеви П'ятниці — символ Красноярська, пам'ятник архітектури та історії
- Залізничний міст через річку Єнісей
- Парк флори та фауни «Роїв струмок»
- Центральний парк
- Музей-садиба В. І. Сурикова
- Красноярський драматичний театр імені Пушкіна
- Красноярська державна академія музики й театру
- Велика кількість фонтанів (більше 100 штук)

## Транспорт
Основний вид міського транспорту — автобус: 81 автобусний маршрут (із них 7 сезонних в садівничі ділянки), як міський (муніципальний), так і комерційний. Також у місті діє 6 тролейбусних і 5 трамвайних маршрутів і один маршрут, що обслуговується мікроавтобусами. Особливістю міста є те, що в теперішній час трамвайні лінії повністю знаходяться тільки в правобережній частині міста, а тролейбусні — в лівобережній.
Щоденно на лінії виходить 1131 одиниця рухомого складу міського транспорту — автобуси (міські та комерційні); тролейбуси, трамваї.
Див. також: Красноярський тролейбус.
З 2005 по 2009 в системі міського транспорту існував, крім звичайного, кільцевий маршрут міського електропоїзду («міська електричка», «наземне метро»).
У межах міста п'ять транспортних мостів через річку Єнісей: Залізничний міст — два залізничних мости, що розташовані поряд, Комунальний міст, Жовтневий міст, Міст "777" — сполучений автомобільно-залізничний. У стадії проектування і будівництва — ще два мости. Крім того, на острів Татишев веде вантовий пішохідний міст.
Місто має два аеропорти — Черемшанка та Ємельяново

## Промисловість
У місті працює Красноярський завод кольорових металів.

## Культура
У місті працює Красноярський академічний симфонічний оркестр.

## Міста-побратими
- КНР Хейхе (1999)
- КНР Біньчжоу (2000)
- Таджикистан Уротеппа (2000)
- Канада Су-Сент-Марі (2002)
- КНР Дацин (2002)
- КНР Харбін (2003)
- Монголія Улан-Батор (2003)
- Узбекистан Самарканд (2003)
- США Онеонта (2004)
- КНР Ціцікар (2005)
- Італія Кремона (2006)
- Україна Дніпро (2007—2016)[1]
- Німеччина Унтершлайсхайм (2008—2009)

## Міста-супутники
- Дивногорськ
- Сосновоборськ
- Желєзногорськ

## Персоналії
- Ковригін Василь Іванович (1842—1958) — радянський актор, режисер, художник кіно
- Фрід Ян Борисович (1908—2003) — радянський і російський кінорежисер і сценарист
- Пілявська Софія Станіславівна (1911—2000) — радянська та російська актриса театру і кіно
- Токарєва Лариса Дмитрівна (* 1947) — радянська та українська художниця кіно
- Хворостовський Дмитро Олександрович (1962—2017) — радянський, російський і британський оперний співак. Неодноразово гастролював в Україні. Мав частково українське походження.